# Лоран Мекіс
Лоран Мекіс (фр. Laurent Mekies, нар. 28 квітня 1977) — французький інженер, який зараз працює керівником команди Red Bull Racing. Раніше працював помічником керівника команди та директором перегонів у Scuderia Ferrari та директором команди Visa Cash App RB F1.

## Кар'єра
Мекіс закінчив Університет Лафборо після здобуття ступеня магістра у Вищій школі техніки авіації та будівництва автомобілів у Парижі. У 2000 році він почав свою кар'єру в Asiatech у Формулі-3, перш ніж перейти у Формулу-1 до команди Arrows. Згодом він перейшов у Minardi, де працював гоночним інженером Марка Веббера, Джастіна Вілсона, Жолта Баумгартнера та Крістіяна Альберса.
Коли наприкінці 2005 року команду придбав австрійський виробник енергетичних напоїв Red Bull і перейменував на Scuderia Toro Rosso, його підвищили до головного інженера команди.
Мекіс залишив команду з Фаенци, щоб приєднатися до FIA у 2014 році на посаду директора з безпеки, а у в 2017 році він був призначений заступником директора перегонів Формули-1. У вересні 2018 року він перейшов у Scuderia Ferrari на посаду спортивного директора. У січні 2021 року його призначили заступником керівника команди та директором перегонів Scuderia Ferrari.
На початку сезону 2023 року в Scuderia AlphaTauri оголосили, що Мекіс замінить Франца Тоста на посаді керівника команди у невизначену дату. 27 липня 2023 року було оголошено, що Мекіс залишить свою посаду директора перегонів у Ferrari наприкінці тижня, через що він не приїде на Гран-прі Бельгії на Спа-Франкоршам. Новий спортивний директор Ferrari Дієго Іоверно перейняв частину обов'язків Мекіса.
1 січня 2024 року Мекіс обійняв посаду директора команди AlphaTauri, назва якої пізніше була змінена на Visa Cash App RB F1.